# Rovinj
Rovinj (italijansko Rovigno; slovensko Trebinje) je hrvaško mesto in pristanišče na zahodni obali Istre, severno od Pulja, sedež istoimenske (mestne) občine (Grad Rovinj) s približno 13.000 prebivalci (2021), v katero mdr. spada tudi Rovinjsko Selo v njegovem zaledju (samo mesto jih ima vsaj 1000 manj) ki upravno spada pod Istrsko županijo.
Občina Rovinj leži na tako imenovanem področju  rdeče Istre (ital. terrarosa). Občina meji na severu z občinama Vrsar, s katero si deli Limski kanal in Sveti Lovreč, na jugu pa z občinama Bale in Kanfanar. Pred obalo leži »rovinjski arhipelag« v katerem je 22 otokov in otočkov. Največja med njimi sta Sveti Andrija in Katarina.
Stari del mesta Rovinj leži na polotoku. Rovinj ima dve pristanišči; severno, za tovorne ladje in južno, namenjeno ostalim plovilom. V Rovinju je znana pomorsko biološka raziskovalna postaja. V okolici so znana nahajališča boksitove rude. Poleg industrije (tobačna industrija in predelava rib), je Rovinj tudi pomembna turistična destinacija, znana tudi po naturizmu.

## Zgodovina
Predhodnik današnjega mesta je bil ustanovljen v poznem obdobju antike, področje Rovinja je bilo naseljeno tudi v rimski dobi. V 2. polovici 8. stoletja je Istra prešla izpod bizantinske pod frankovsko oblast. Leta 840 je bila Istra priključena k Italskemu kraljestvu, leta 952 kot del Furlanske marke vključena v Nemško cesarstvo, po letu 1209 je imel položaj istrskega mejnega grofa oglejski patriarh. V pisnih virih se Rovinj prvič z imenom Ruvignio (Ruigno) omenja v začetku 13. stol., ko je bil od 1209 v lasti oglejskih patriarhov.
Že od sedemdesetih let 9. stoletja so istrska mesta občasno občutila vpliv Benetk, vendar so se kljub temu nekatera še samostojno razvijala in oblikovala lastno upravo in zakonodajo. Že leta 1283 so morali meščani sprejeti oblast Benetk, ki je trajala vse do propada republike leta 1797. Mestni statut je bil po beneških vzorih sprejet leta 1531.
Po propadu Benetk je Rovinj za kratek čas spadal pod Napoleonovo Francijo in je bil sprva del Napoleonovega Italijanskega kraljestva, od leta 1809 pa Ilirskih provinc.
Po Napoleonovem porazu v Rusiji in dokončno pri Waterlooju je Istra po določbah Dunajskega kongresa ostala pod avstrijsko nadoblastjo. Rovinj je odtlej spadal pod Avstrijsko primorje, deželo Istro. Z razpadom Avstro-ogrske monarhije ob koncu prve svetovne vojne leta 1918 in po podpisu mirovne pogodbe v Rapallu novembra 1920 je bila celotna Istra priključena kraljevini Italiji, vse do njene kapitulacije leta 1934. Do konca druge svetovne vojne je bila del okupacijske operativne cone Jadransko primorje (Adriatisches Küstenland) Wermachta, vojaških enot Tretjega rajha. Po koncu druge svetovne vojne je bil priključen Jugoslaviji in je bil del SR Hrvaške.
Z osamosvojitvijo Hrvaške leta 1991 je tudi uradno postal hrvaško obalno mesto.

## Podnebje
Podnebje je mediteransko. Srednja letna temperatura je 16 °C. Povprečna januarska temperatura je 4,8 °C, julijska pa 22,5 °C. Letno pade 960 mm dežja, največ v zimskih mesecih. Vegetacija je subtropska. V okolici je zelo razvito vinogradništvo.

## Turizem
Rovinj je eden najbolj obiskanih turističnih destinacij na Hrvaškem. Letno Rovinj obišče tudi prek 2 milijona turistov, največ Nemcev. Večina turistov (ponavadi okoli 45 %) je nastanjenih v avtokampih. Eden največjih med avtokampi je Polari, ki sprejme do 4900 gostov.

## Demografija
| Pregled števila prebivalcev po letih | Pregled števila prebivalcev po letih | Pregled števila prebivalcev po letih | Pregled števila prebivalcev po letih | Pregled števila prebivalcev po letih | Pregled števila prebivalcev po letih | Pregled števila prebivalcev po letih | Pregled števila prebivalcev po letih | Pregled števila prebivalcev po letih | Pregled števila prebivalcev po letih | Pregled števila prebivalcev po letih | Pregled števila prebivalcev po letih | Pregled števila prebivalcev po letih | Pregled števila prebivalcev po letih | Pregled števila prebivalcev po letih |
| ------------------------------------ | ------------------------------------ | ------------------------------------ | ------------------------------------ | ------------------------------------ | ------------------------------------ | ------------------------------------ | ------------------------------------ | ------------------------------------ | ------------------------------------ | ------------------------------------ | ------------------------------------ | ------------------------------------ | ------------------------------------ | ------------------------------------ |
| 1857                                 | 1869                                 | 1880                                 | 1890                                 | 1900                                 | 1910                                 | 1921                                 | 1931                                 | 1948                                 | 1953                                 | 1961                                 | 1971                                 | 1981                                 | 1991                                 | 2001                                 |
| 9401                                 | 9564                                 | 9522                                 | 9662                                 | 10302                                | 12323                                | 10022                                | 10170                                | 7863                                 | 5712                                 | 7155                                 | 8871                                 | 11271                                | 12910                                | 13467                                |